# Lajos Oldal
Lajos Oldal (ungarisch Oldal Lajos; * 18. Juni 1894 in Cegléd; † 28. Oktober 1979 ebenda) war ein ungarischer Maler.

## Leben
Oldal  wurde  1894 in Cegléd geboren. Nach dem Abschluss von vier Klassen am Königlichen Hauptgymnasium in Cegléd (heute Kossuth-Lajos-Gymnasium Cegléd) trat er in den Dienst der MÁV ein. Zunächst arbeitete er als Zeichner, später als technischer Assistent und ab 1918 als Büroangestellter in der örtlichen Abteilungsingenieurstelle. 1926 wurde er zum Bahnhof Cegléd versetzt.
Seine im Jahr 1911 als Schüler der 5. Klasse des Gymnasiums in Cegléd unterbrochenen Studien konnte er 1928 am József-Nádor-Realgymnasium in Jászberény fortsetzen. Drei Jahre lang studierte er unter der Leitung von Imre Révész an der Künstlerkolonie der Nationalen Kunsthochschule in Kecskemét. Er bereiste große Teile von Österreich, Deutschland, der Schweiz, Italien, den Niederlanden, Tschechien, Kroatien und Serbien.
Während des Ersten Weltkriegs war er Mitarbeiter der Zeitung Ceglédi Újság, später der Ceglédi Élet. Bei der MÁV arbeitete er bis zu seiner Pensionierung im Jahr 1946 als Hauptinspektor.

## Familie
Lajos Oldal heiratete im Jahr 1920. Seine Ehefrau war Margit Ladányi (1897–1991). Sie hatten drei Kinder: Margit (1921–1990), Lajos (1925–2001) und Zoltán (1933–2000). Hinzu kamen sieben Enkelkinder: Fábián Gyula (1949–2011), Fábián Dénes Zoltán, Maler und Grafiker (1951–), Fábián Zoltán (1955–1975), Zsolt (1951–2008), Csilla (1957–), Éva (1958–) und Zoltán (1969–).

## Lebenswerk
Weder die wechselnden politischen Systeme noch die verschiedenen malerischen „Ismen“ konnten ihn von seinem Weg abbringen. Mal wurde ihm der aufgedrückte Status eines „Amateurs“, mal der eines „gelernten Malers“ zum Verhängnis. Seine Bildung und seine europäische Prägung hoben ihn von der naiven Kunst ab – gerade in einer Zeit, in der die Förderung ungeschulter Naturtalente zum Programm wurde. Später wurde ihm wiederum zum „Vergehen“, dass er nicht „modern“ genug war.
In seinen Werken leben die alten Cegléder Häuser, Straßen, Felder, Blumen, die ungarische Landschaft und die Menschen, die ihrer alltäglichen, handwerklichen Arbeit nachgehen, weiter – bewahrend die Vergangenheit und die längst verschwundene Welt seiner geliebten Stadt.

## Ausstellungen
- 30. August 1925 – Cegléd, Ausstellung im Rathaus
- 6. Juli 1947 – Budapest, Ernst-Museum
- 6. Juli 1957 – Erste Ausstellung der bildenden Künstler von Süd-Pest, Cegléd, Kossuth-Museum
- August 1958 – Ausstellung der bildenden Künstler von Nord-Pest, Szentendre, Ferenczy-Károly-Museum[1]
- Februar 1959 – Einzelausstellung, Cegléd, Kossuth-Museum
- April 1965 – Ausstellung der Cegléder Maler im Kossuth-Museum[2], Cegléd
- 8. Juli 1965 – Budapest, Sitz des Eisenbahner-Gewerkschaftsverbandes
- Mai 1970 – Kunstausstellung, Cegléd, Kossuth-Museum[3]
- 4. April 1976 – Érd
- Oktober 1994 – 100-jährige posthume Ausstellung, Kossuth-Lajos-Gymnasium Cegléd
- Oktober 2004 – 110-jährige posthume Ausstellung, Kossuth-Lajos-Gymnasium Cegléd
- 22. Oktober 2021 – „Farben und Strukturen“ Ausstellung, Cegléd, Kossuth-Museum
- 13. Dezember 2024 – 23. Februar 2025 – 130-jährige posthume Ausstellung und Buchpräsentation, Cegléd, Kossuth-Museum. Über die Ausstellung berichtete auch das Cegléder Stadtfernsehen: „Lebenswerk-Ausstellung und Buchpräsentation“

## Sonstiges
- Oldal Lajos lebte und schuf in Cegléd in der Virág utca 12 (die Hausnummer wurde später aufgrund der zunehmenden Grundstücksteilungen geändert). Das dort befindliche Haus wurde 1941 nach den Anweisungen und Plänen des Malers erbaut. Das Gebäude verfügt über einen Turm, den der Künstler als Atelier nutzte.
- In der Zeit zwischen den beiden Weltkriegen bereiste Oldal Lajos als Maler Europa mit dem Zug und nahm stets sein Fahrrad mit. Während seiner Reisen fertigte er zahlreiche Skizzen an und verschickte Postkarten von den besuchten Orten.
- Zwischen 1912 und 1917 war Oldal Lajos (unter dem Pseudonym „Tell“) Gründungsmitglied einer geheimen literarischen Gesellschaft namens Csokonai-Kreis, die aus damaligen Gymnasiasten bestand. Diese Gruppe entstand als Gegenbewegung zum von Dezső Pais geleiteten schulischen Selbstbildungszirkel. Die jungen Mitglieder verfassten Gedichte, Novellen und Studien, lasen sich ihre Werke gegenseitig vor und kritisierten sie. Ihre gelungensten Schriften wurden im dreibändigen „Aranykönyv“ („Goldenes Buch“) festgehalten. Außerdem entstand das ledergebundene Album „A mi világunk“ („Unsere Welt“), das heute dank der Familie in den Besitz des Kossuth-Museums in Cegléd übergegangen ist.